# Man vs. Wild
Man vs. Wild, även känt som Born Survivor, Ultimate Survivor, Extrem Överlevnad, är ett TV-program om överlevnadsteknik där man får följa Bear Grylls och hans kamerateam när de åker till de mest ogästvänliga och svåra platser på jorden för en människa att vara strandsatt på.

## Om programmet
Grylls lämnas med ett kamerateam på en plats långt från civilisationen, och har som uppdrag att hitta tillbaka till civilisationen. Under tiden visar han olika sätt att överleva, han konstruerar sovplatser, hittar mat och vatten. Hittills har han besökt platser som Saharaöknen, Islands glaciärer, den sibiriska tundran och regnskogen i Ecuador.
Den svenska titeln på serien är Extrem Överlevnad, och den visas på Discovery Channel.